# ГЕС Ревелсток
ГЕС Ревелсток — гідроелектростанція на південному заході Канади у провінції Британська Колумбія. Знаходячись між ГЕС Міка (вище по течії) та ГЕС Арроу-Лейк, входить до складу каскаду на річці Колумбія, яка починається у Канаді та має устя на узбережжі Тихого океану на межі штатів Вашингтон та Орегон.
У межах проекту річку перекрили комбінованою бетонною/земляною гравітаційною греблею висотою 175 метрів та довжиною 1630 метрів. Створений нею підпір утворив витягнуте по долині річки на 130 км водосховище з площею поверхні 115 км2 та об'ємом 1,85 млрд м3, в якому припустиме коливання рівня під час операційної діяльності між позначками 555 та 573 метри НРМ. Втім, можливо відзначити, що фактичне коливання зазвичай значно менше, оскільки рівень намагаються тримати на максимальних позначках для забезпечення найбільшого напору та, відповідно, виробітку електроенергії.
Пригреблевий машинний зал при введенні в експлуатацію у 1980-х роках обладнали чотирма турбінами типу Френсіс загальною потужністю 1980 МВт. При цьому проект ГЕС одразу розраховувався на шість гідроагрегатів, і в 2010-му стала до ладу п'ята турбіна, яка довела загальну потужність станції до 2480 МВт. Що стосується шостого агрегату, його збираються встановити до 2026 року, коли передбачається виведення на модернізацію чотирьох турбін ГЕС Міка.
Обладнання станції Ревелсток використовує напір у 127 метрів та забезпечує виробництво 7,8 млрд кВт-год електроенергії на рік.
Видача продукції відбувається під напругою 500 кВ.